# Hiệp định Công nghệ Thông tin

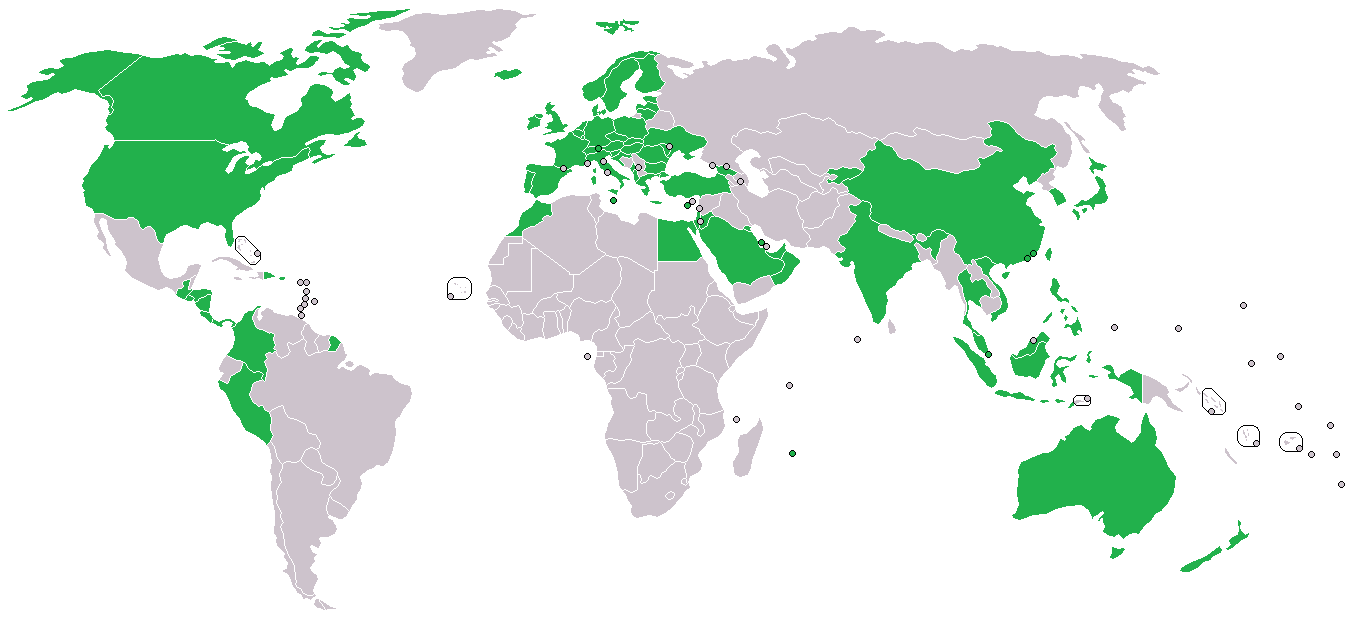
Các nước tham gia Hiệp định Công nghệ Thông tin

Hiệp định Công nghệ Thông tin (tiếng Anh: Information Technology Agreement, viết tắt ITA) là một hiệp định bắt buộc bởi Tổ chức Thương mại Thế giới (WTO) và được ký kết vào năm 1996, có hiệu lực vào ngày 1 tháng bảy 1997. Từ năm 1997 một ủy ban chính thức trực thuộc WTO chịu trách nhiệm theo dõi bản tuyên bố và việc thi hành các tuyên bố.
ITA có những mục tiêu: mở rộng thương mại toàn cầu đối với các sản phẩm CNTT, là vai trò quan trọng trong sự phát triển công nghiệp CNTT; Nâng cao mức sống, phổ cập ứng dụng CNTT sản xuất và thương mại hàng hóa; Đạt được sự tự do tối đa trong thương mại toàn cầu đối với các sản phẩm CNTT và khuyến khích sự phát triển liên tục của CNTT trên toàn cầu.